# کوین آلدرسون
کوین آلدرسون (انگلیسی: Kevin Alderson؛ زادهٔ ۲۱ اوت ۱۹۵۳) بازیکن فوتبال اهل بریتانیا است.
از باشگاه‌هایی که در آن بازی کرده‌است می‌توان به باشگاه فوتبال دارلینگتون اشاره کرد.